# Центр Гейдара Алієва
Центр Гейдара Алієва (азерб. Heydər Əliyev Mərkəzi) — культурний центр, розташований у столиці Азербайджану Баку.

## Загальні відомості
Являє собою комплексну споруду, яка включає в себе аудиторіум (конгрес-центр), музей, виставкові зали, адміністративні офіси. Носить ім'я 3-го президента Азербайджану Гейдара Алієва. Проект центру був розроблений у 2007 році архітекторкою Захою Хадід. Директором Центру Гейдара Алієва є Анар Алекперов. Культурний центр Гейдара Алієва вважається одним із символів сучасного Баку.
У 2014 році будівлею центру визнано найкращою у світі — премія 2014 «Design of the Year»